# Henrik Toft Hansen
|  | For flere personer med navnet Henrik Toft, se Henrik Toft |
Henrik Toft Hansen (født 18. december 1986 i Rybjerg) er en dansk håndboldspiller, der spiller for Mors-Thy Håndbold, hvortil han kom fra Paris Saint-Germain Handball.

## Karriere
Henrik Toft Hansen startede seniorkarrieren i Mors-Thy Håndbold, hvorefter han rykkede til Aalborg Håndbold. I 2011 skrev han kontrakt med AG København, hvor han vandt det danske mesterskab i 2012. Da AG København gik bankerot samme sommer, skiftede han til Bjerringbro-Silkeborg.
I 2013 skiftede han til tyske Hamburg. Her vandt han EHF Champions League i 2012-13 sæsonen.
I 2014 rykkede han til danskerklubben SG Flensburg-Handewitt. Her vandt han det tyske mesterskab i 2018.
Sommeren efter skiftede han til PSG, hvor han vandt det franske mesterskab hvert år mellem 2019 og 2023. Han vandt også den franske pokal i 2021 og 2022 og den franske ligacup i 2019.
I 2023 vendte han hjem til Danmark og Mors-Thy Håndbold.

### Landsholdskarriere
I 2008 debuterede Toft Hansen på det danske håndboldlandshold. Hans første slutrunde var VM i håndbold 2011. I 2012 vandt han EM i Serbien, da Danmark slog værterne 21-19 i finalen.
Ved VM i håndbold 2013 var han med til at vinde sølvmedaljer for Danmark.
Ved OL i 2016 vandt han guldmedaljer med Danmark, hvilket var første gang, Danmark havde vundet den titel på herresiden.
Ved VM i håndbold 2019 vandt han den sidste af de tre store slutrunder.
Henrik meldte afbud til VM i håndbold 2021 på grund af en skade.

## Privat
Toft er student fra Morsø Gymnasium og er opfostret i HF Mors, som er moderklubben til Mors-Thy Håndbold.
Han er lillebror til landsholdsspilleren Rene Toft Hansen, der til dagligt spiller i Bjerringbro-Silkeborg Håndbold. Han har tre yngre søskende, Allan Toft Hansen fra Mors-Thy Håndbold og Majbritt Toft Hansen fra Viborg HK og Jeanette Toft Hansen fra Aarhus United.
Han danner privat par med den tidligere svenske landsholdsspiller Ulrika Toft Hansen. De har to børn sammen.